# Portada/article agost 6

## Andy Warhol
Andy Warhol (6 d'agost de 1928, Pittsburgh, PA – 22 de febrer de 1987, Nova York) va ser un pintor estatunidenc, figura central del moviment conegut com pop art. Després d'una reeixida carrera com a il·lustrador comercial, Warhol es va fer famós en tot el món pel seus treballs com a pintor, cineasta, productor musical, escriptor i escultor.
El treball de Warhol, malgrat les múltiples crítiques oposades, ha estat objecte després de la seva mort de nombroses exposicions, llibres i pel·lícules. En general, Warhol és reconegut com un dels artistes més famosos del segle xx, de manera que va aconseguir molt més que el seu gran somni: «ésser famós durant 15 minuts».